# The George Gruntz Concert Jazz Band
The George Gruntz Concert Jazz Band bzw. Concert Jazz Band (CJB) ist eine europäische Jazz-Formation. Die Big Band entstand aus einem Workshop im Rahmen des Zürcher Jazzfestivals 1971 mit George Gruntz und Franco Ambrosetti.
Gegründet wurde die Formation dann 1972 unter dem Namen The Band mit Gruntz, Ambrosetti, Flavio Ambrosetti und Daniel Humair als Co-Leader. Ab 1978 firmierte sie als The George Gruntz Concert Jazz Band unter der Leitung von Gruntz.

## Bandgeschichte

### Die Entstehung der Concert Jazz Band
Im Herbst 1971 erhielt George Gruntz die Anfrage, ob er nicht während des Zürcher Jazzfestivals einige Workshops leiten wolle, im Sinne von „Versuchslabors, wo neue Stücke und neuartige Arrangements ausprobiert werden konnten“.
Mitwirken sollten vor allem in Europa lebende und arbeitende US-amerikanische Musiker; anwesend waren schließlich die Saxophonisten Herb Geller, Leo Wright, Heinz Bigler, Dexter Gordon, Don Byas, Sahib Shihab, Benny Bailey, die Trompeter Franco Ambrosetti, Benny Bailey, Art Farmer und Dusko Goykovich, die Posaunisten Jiggs Whigham, Slide Hampton, Albert Mangelsdorff und Åke Persson; die rhythm section bildeten Pianist Gruntz, der Bassist Isla Eckinger und der Schlagzeuger Tony Inzalaco.
Da George Gruntz zuvor mit der NDR Bigband gearbeitet hatte, entstand wenige Wochen vor dem Festival die Idee von Festival-Leiter André Berner und Franco Ambrosetti, eine Big Band zu gründen. So wurde die Festival-Band eine Art „Pilot-Projekt für die Großformation, die wir wenige Monate danach, 1972 in Lugano gründen sollten und die dann (...) 1978 zu meiner Concert Jazz Band wurde,“ so Gruntz in seinen Erinnerungen „Als weißer Neger geboren“.

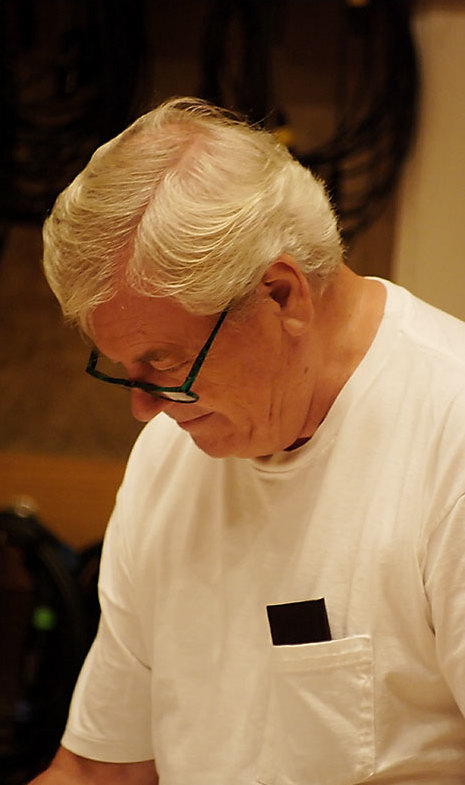
George Gruntz

Die eigentliche Gründung der CJB fand dann 1972 statt, als sich Franco Ambrosetti, Daniel Humair und Gruntz bei Flavio Ambrosetti in Lugano trafen. Vorbilder für ihre Big Band waren die Don Ellis Big Band von 1966 und die Thad Jones/Mel Lewis Big Band. Mit dem
Organisator Gérard Lüll wurde eine „Wunschliste“ von Musikern erstellt, die sich teilweise mit den Workshop-Teilnehmern vom Vorjahr deckte; die Besetzung sah schließlich wie folgt aus: neben den Co-Leadern Flavio und Franco Ambrosetti, Daniel Humair und Gruntz spielten die Saxophonisten Phil Woods, Herb Geller, Eddie Daniels, Dexter Gordon und Sahib Shihab, die Trompeter Benny Bailey, Virgil Jones, Woody Shaw und Dusko Goykovich, sowie die Posaunisten Jiggs Whigham, Erich Kleinschuster, Åke Persson und Runo Ericksson; in der Rhythmusgruppe spielten der dänische Bassist Niels-Henning Ørsted Pedersen, Gruntz und Humair.
Die Noten und Arrangements sollten von Gruntz selbst kommen, mit je zwei Kompositionen von jedem Co-Leader; sie spielten auch später nur Kompositionen der Bandmitglieder, die alle von Gruntz arrangiert wurden. Damit sollte gewährleistet sein, dass „ein abwechslungsreiches Repertoire entsteht, aber doch ein persönlicher, unverwechselbarer Sound vorherrscht.“
Eines der ersten von Gruntz arrangierten Stücke für die CJB war Ornette Colemans „Lonely Woman“. Franco Ambrosetti organisierte Konzerte in Lugano und Mailand sowie in der Reihe „Jazz in Baden“ bei Zürich, außerdem wurde für SABA-MPS das erste
Album The Alpine Power Planet aufgenommen.

### Die Entwicklung der Concert Jazz Band seit 1972

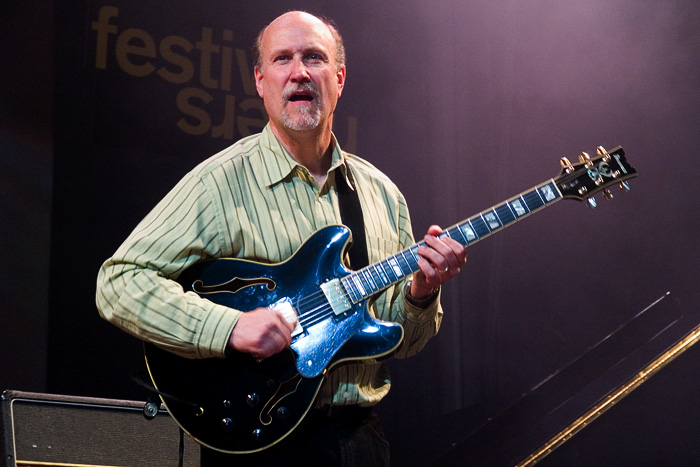
John Scofield beim Moers Festival 2006, Mitglied der CJB 1978, 1988 und 1991

Das ganze Projekt firmierte zunächst unter der Kurzbezeichnung „The Band“ mit den vier Co-Leadern Vater und Sohn Ambrosetti, Daniel Humair und George Gruntz. Erst vier Jahre später fand eine weitere Tournee statt; 1978 waren von den Co-Leadern nur noch Franco Ambrosetti und Gruntz dabei; daher wurde die Band nun umbenannt in The George Gruntz Concert Jazz Band (GG-CJB) oder kurz die Concert Jazz Band (CJB) unter der Leitung von George Gruntz. Für Daniel Humair, der damals in Paris unabkömmlich war, sprang Elvin Jones ein.

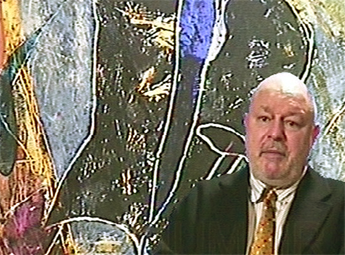
Daniel Humair; Gründungsmitglied 1972

In den folgenden Jahren spielten die jeweiligen Editionen der Concert Jazz Band immer mit einem festen Stamm von Musikern und einer Reihe von international bekannten Künstlern, so 1976 (und 1983) mit Charlie Mariano, 1978 John Scofield, 1980 Joe Henderson, 1981 Joe Farrell, 1982 Jimmy Knepper und Billy Harper.
1987 war Lee Konitz Gastsolist in der CJB, 1988 Kenny Wheeler, Sheila Jordan, Enrico Rava und Manfred Schoof, in den 1990er Jahren wirkten dann auch Randy Brecker, Wallace Roney, John Clark, Dave Bargeron, Art Baron, Jerry Bergonzi, Bob Mintzer, Ray Anderson, Jack Walrath, Django Bates, Chris Hunter, Bob Malach, Mike Richmond, Ellery Eskelin, Mark Feldman, Danny Gottlieb und viele andere Musiker mit.

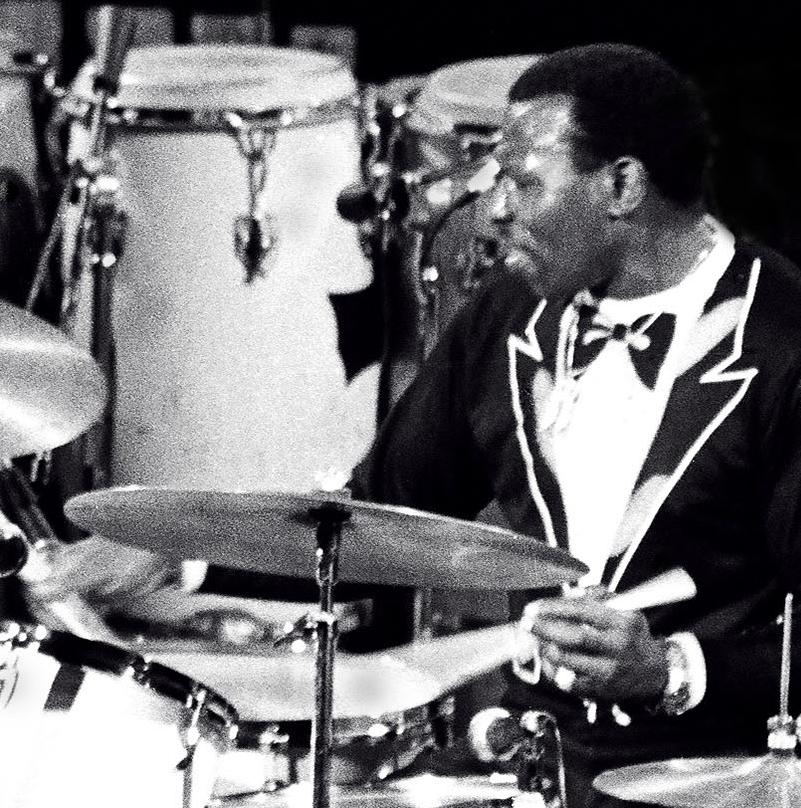
Elvin Jones (1977); Mitglied der CJB 1978 und als Gast 1994

Die Concert Jazz Band war insgesamt immer mehr ein Tournee-Projekt und die Schallplattenaufnahmen eher ein Nebenprodukt. 1981 trat die CJB in Ronnie Scott’s Jazz Club in London auf; das zehnjährige Bestehen der Band wurde 1982 mit einer zweiwöchigen Tournee gefeiert, die in der DDR begann und in der Schweiz endete. Die Konzerte in der DDR, bei denen u. a. Dino Saluzzi, Palle Mikkelborg, Jimmy Knepper, Eje Thelin, Ernst-Ludwig Petrowsky und Seppo Paakkunainen mitwirkten, wurden auf dem Label Amiga veröffentlicht.
Im Juli 1983 entstand für das Münchner ECM-Label das Album Theatre mit dem Gaststar Sheila Jordan; sie spielten u. a. Auszüge aus Gruntz’ „World Jazz Opera“. Mitte der 1980er Jahre war die finanzielle Situation der CJB mangels Sponsoren so ungesichert, dass eine weitere Tournee erst wieder 1988 stattfinden konnte, obwohl im Jahr 1984 erfolgreiche Auftritte wie in der New Yorker Carnegie Hall stattgefunden hatten. Ab 1986 erhielt die CJB die Unterstützung durch die Christoph-Merian-Stiftung; ihnen wurde in einem Kutschenmuseum in Gut Brüglingen ein kostenloser Probenraum für Konzertauftritte zur Verfügung gestellt, verbunden mit weiteren Konzerten und Plattenaufnahmen mit HatHut Records (Happening Now!).

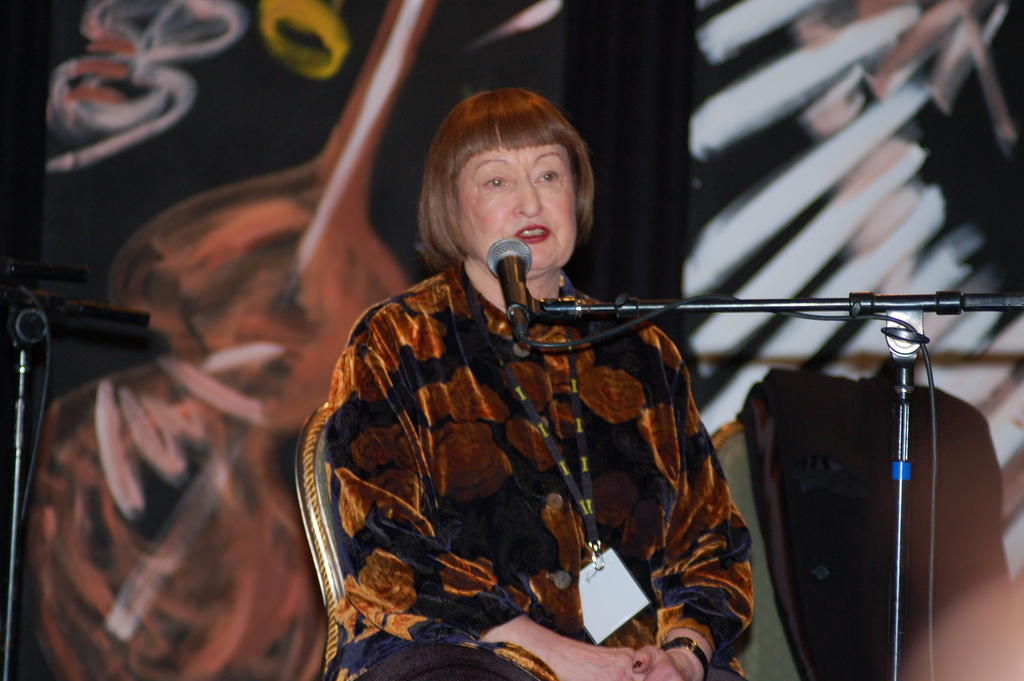
Sheila Jordan; Mitglied der CJB 1983–1988

Mit dabei waren 1987 Joe Henderson, Howard Johnson, Mike Richmond, Adam Nussbaum, Dave Taylor, Ernst-Ludwig Petrowsky, Palle Mickelborg, Tom Varner, Sheila Jordan, Manfred Schoof und Sharon Freeman; im Herbst 1987 fand dann eine USA-Tournee statt, die im Greenvich House in New York startete, über Atlanta, Houston, Dallas führte, wo das Live-Album Happening Now! mitgeschnitten wurde; weitere Stationen waren Los Angeles, San Francisco und Chicago. 1988 folgt eine Fernost-Tournee mit Gastspielen in Tokio, Singapur und Hong Kong; in letzterem Ort mussten Petrowsky und Arturo Sandoval als politisch unerwünschte Personen außen vor bleiben.
1991 kam es zur Zusammenarbeit von Musikern der Concert Jazz Band mit Quincy Jones und Miles Davis sowie Musikern der früheren Gil Evans Big Band im Rahmen des Montreux Jazz Festival (Miles & Quincy Live at Montreux). Im selben Jahr ging Gruntz mit der CJB erstmals in ein Studio in New York City, arbeitete mit Ray Anderson und holte Rap-Musiker wie den Turntable-Spieler D. J. A. J. ins Studio. 1992 spielte die CJB erstmals in der Volksrepublik China; 1993 kooperierte die CJB für ein Album auf dem Gramavision-Label mit Ray Anderson: Nach Streitereien mit der Label-Führung, die das Album zunächst ausschließlich unter Andersons Namen publizieren wollte, erschien es schließlich als Ray Anderson – Big Band Music mit dem Hinweis auf die Concert Jazz Band auf dem Cover.

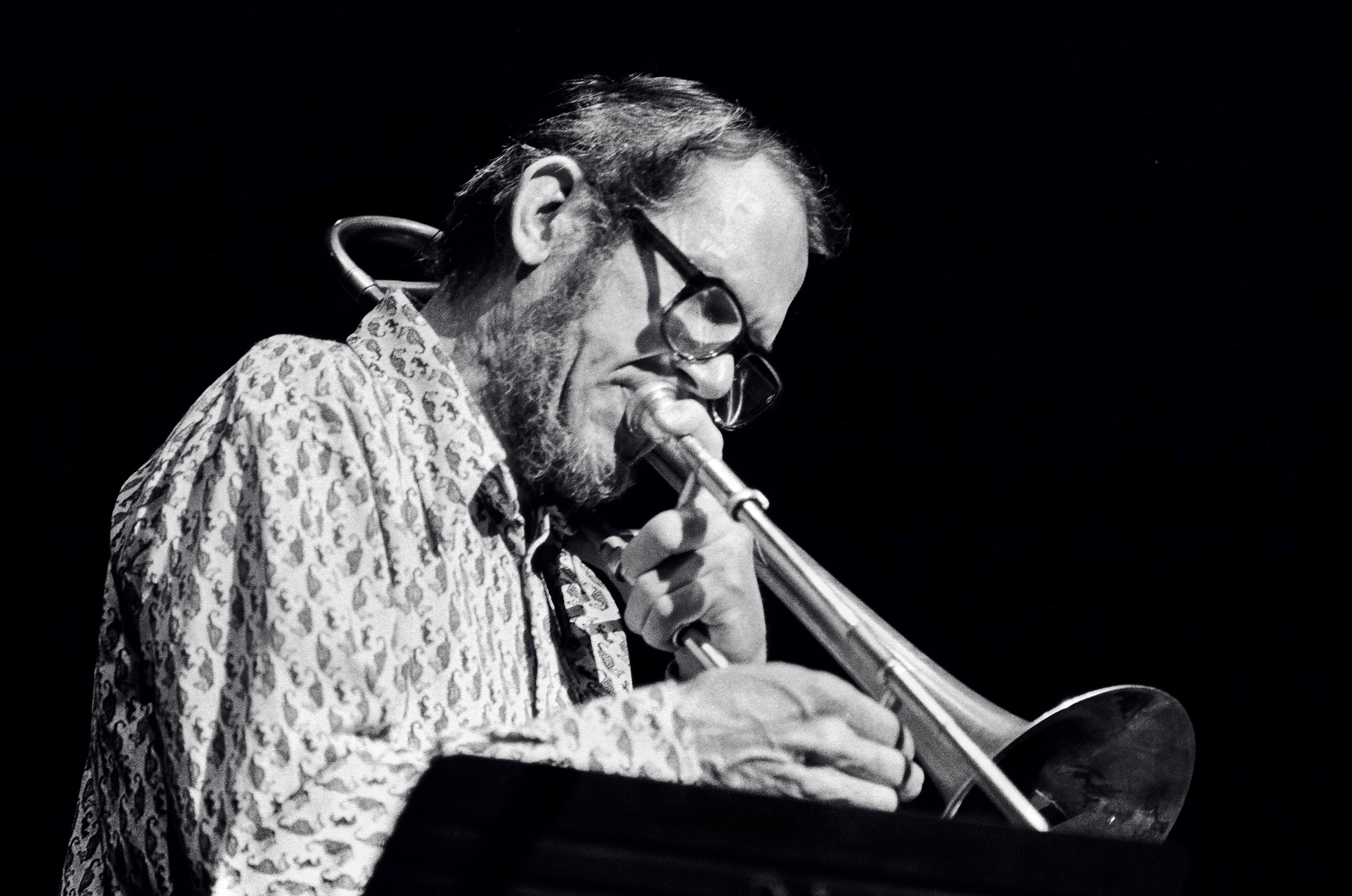
Jimmy Knepper; Mitglied der CJB 1976 bis 1995

Aus organisatorischen Gründen wurde die 25-Jahr-Feier der CJB auf das Jahr 1996 gelegt, mit einem Konzert auf dem Jungfrau-Joch-Gipfel, in Interlaken und einem weiteren Auftritt in Schaffhausen. Danach begab sich die Band auf eine Russland-Tour; die Idee hierzu kam von dem russischstämmigen Trompeter Alexander Sipiagin. 1998 erschienen gleich drei Alben der CJB mit Konzertmitschnitten der vorangegangenen Europatourneen; 2001 erfolgt eine erneute China-Tour; 2008 spielte die CJB wiederum in Russland.
Im Jahr 2008 gehörten in der CJB Marvin Stamm, Tatum Greenblatt, Tobias Weidinger, Jack Walrath, Dave Bargeron, René Mosele, Gary Valente, Earl McIntyre, Howard Johnson, Chris Hunter, Sal Giorgianni, Larry Schneider, Scott Robinson, George Gruntz, Arie Volinez und John Riley an.

## Stimmen der Kritiker

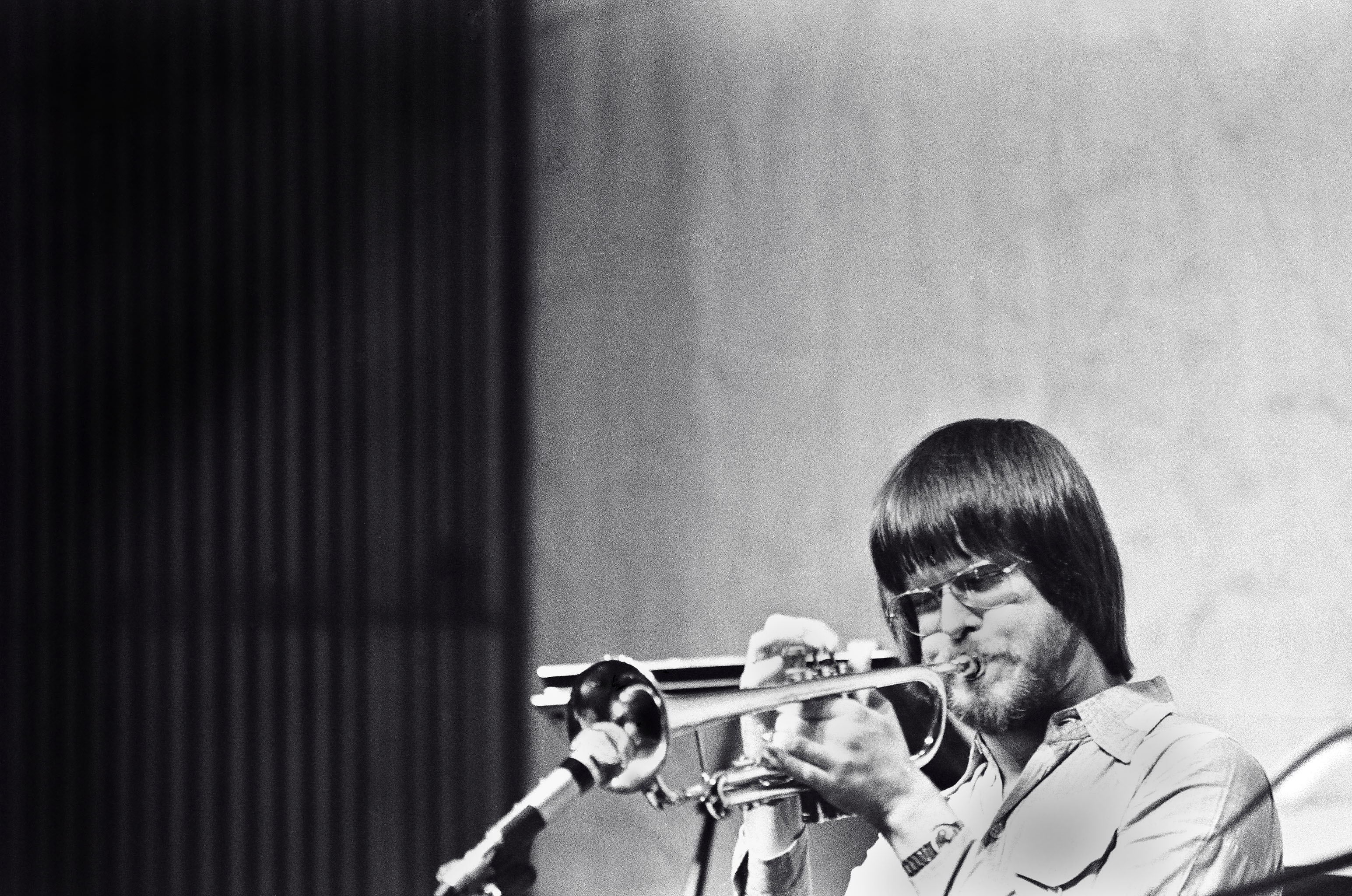
Tom Harrell; Mitglied der CJB 1980–1994

Die Jazzkritiker Richard Cook und Brian Morton sehen die Concert Jazz Band angesiedelt zwischen dem freiheitlichen Ansatz eines Globe Unity Orchestra einerseits und den klassischen Bigbands eines Duke Ellington oder Stan Kenton andererseits; wahrscheinlich sei die CJB der „befreite“ Nachfolger der Clarke/Boland Big Band. Ian Carr schrieb im Rough Guide: Jazz zu Gruntz’ musikalischem Konzept, dass es ein breites Spektrum zwischen freier Improvisation bis hin zu strukturierten Stücken böte. Werner Stiefele schrieb 1996 in der Fachzeitschrift Audio: Bei jedem Ton (des Albums Big Band Music) ist zu spüren, dass die Band zu den perfektesten und virtuosesten der aktuellen Jazz-Szene gehört. Michael Naura nannte 1978 die CJB ein „heiter musizierendes Ensemble, das über mehr Register verfügt als die zu Denkmälern erstarrten Big Bands des Swing und Neo-Swing“. Martin Kunzler beschreibt Gruntz’ Arbeitsweise als „ein Prinzip der Synergese, den kreativen Mitvollzug im Orchesterverband“; so schrieb er jeweils Titel und Arrangements, „die in kurzer Zeit Spitzenmusiker, die nie zuvor miteinander gespielt hatten, zu außerordentlichen Leistungen anregten.“

## Diskographische Hinweise

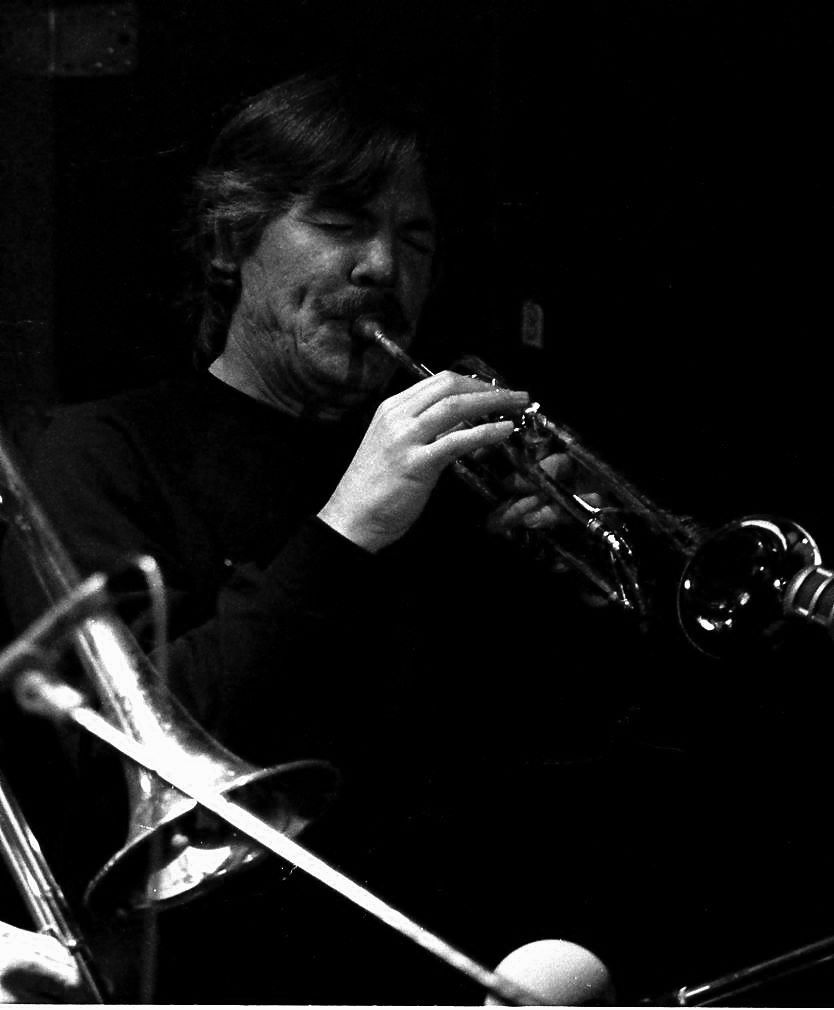
Manfred Schoof 1984 in Hamburg; Mitglied der CJB 1987–1990

- „The Band“: The Alpine Power Planet (Saba-MPS, 1972)
- „The Band“: Live at the Zürich Schauspielhaus (MPS, 1976)

- GG-CJB: The George Gruntz Concert Jazz Band (MPS, 1978)
- GG-CJB: Live at the Quartier Latin (MPS, 1980)
- GG-CJB: Live at the Zürich Schauspielhaus (Kenwood, 1981)
- GG-CJB: Live 82 (Amiga jazz, 1982)
- GG-CJB: Theatre (ECM, 1983)
- GG-CJB: Happening Now! (HatHut Records, 1988)
- GG-CJB: First prize (Enja, 1989)
- GG-CJB: Blues’N’Dues et cetera (Enja, 1991)
- GGCJB & Ray Anderson: Big Band Music (Gramavision, 1991)
- GG-CJB: Beyond Another Wall – Live in China (TCB, 1992)
- GG-CJB: Sin’N’Wins’N’Funs (TCB, 1996) Sampler mit unveröffentlichtem MaterialThe George Gruntz Concert Jazz Band 4. Mai 2011 in Wien

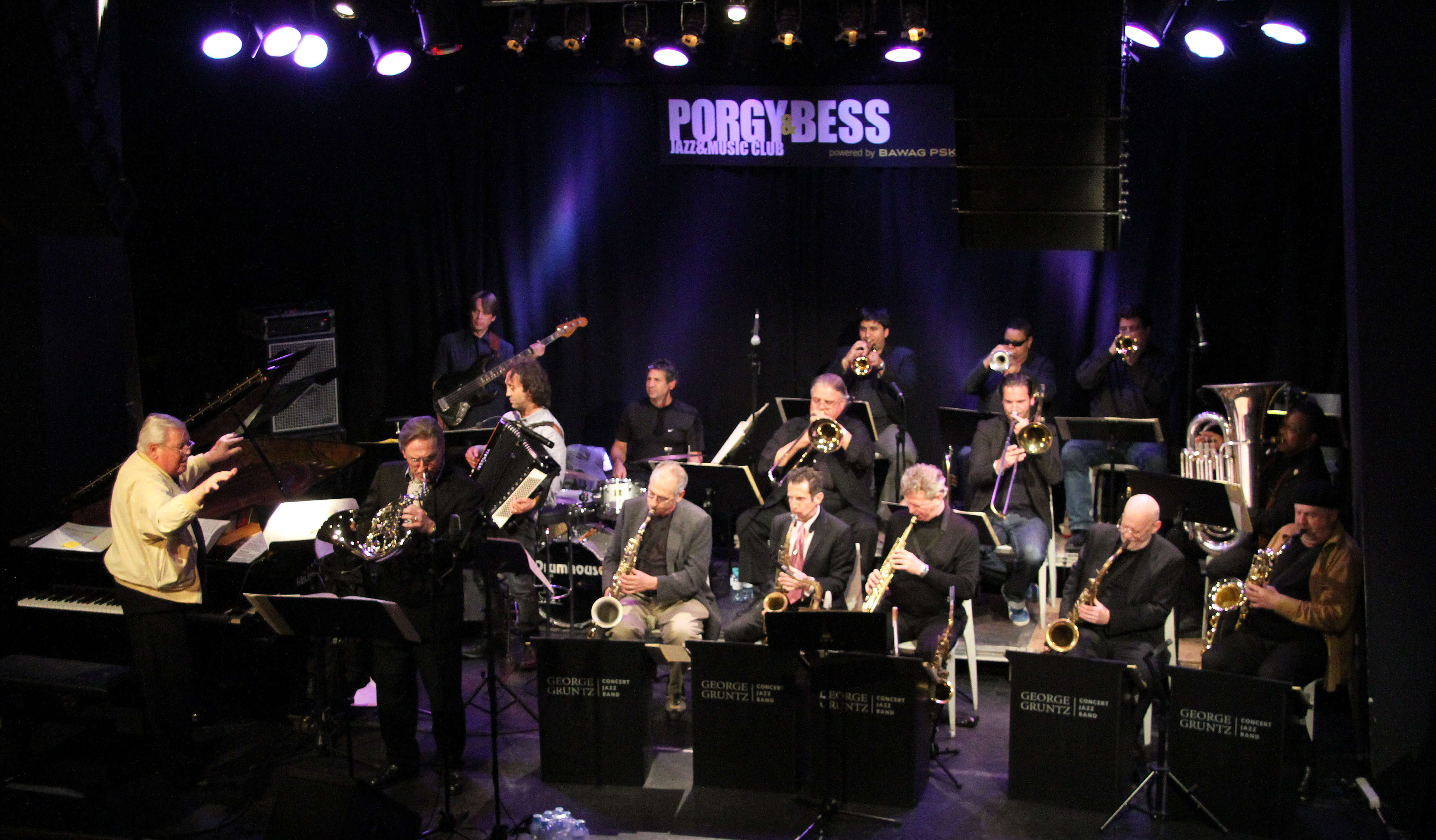
The George Gruntz Concert Jazz Band 4. Mai 2011 in Wien

- GG-CJB: Liebermann – Live at JazzFest Berlin (TCB, 1999)
- GG-CJB: Merryteria (TCB, 1999)
- GG-CJB: Global Excellence (TCB, 2001)
- GG-CJB: Renaissance Man (TCB, 2002)
- GG-CJB: Tiger by The Tail (TCB, 2006)
- GG-CJB: Live in Lugano (rtsi, 2007)
- GG-CJB: Pourquoi pas? Why not? (TCB, 2008)
- GG-CJB: Matterhorn Matters (MGB Jazz 3, 2010)
- GG-CJB: News Reel Matters (MGB Jazz 11, 2013)

## Weitere Musiker der Concert Jazz Band

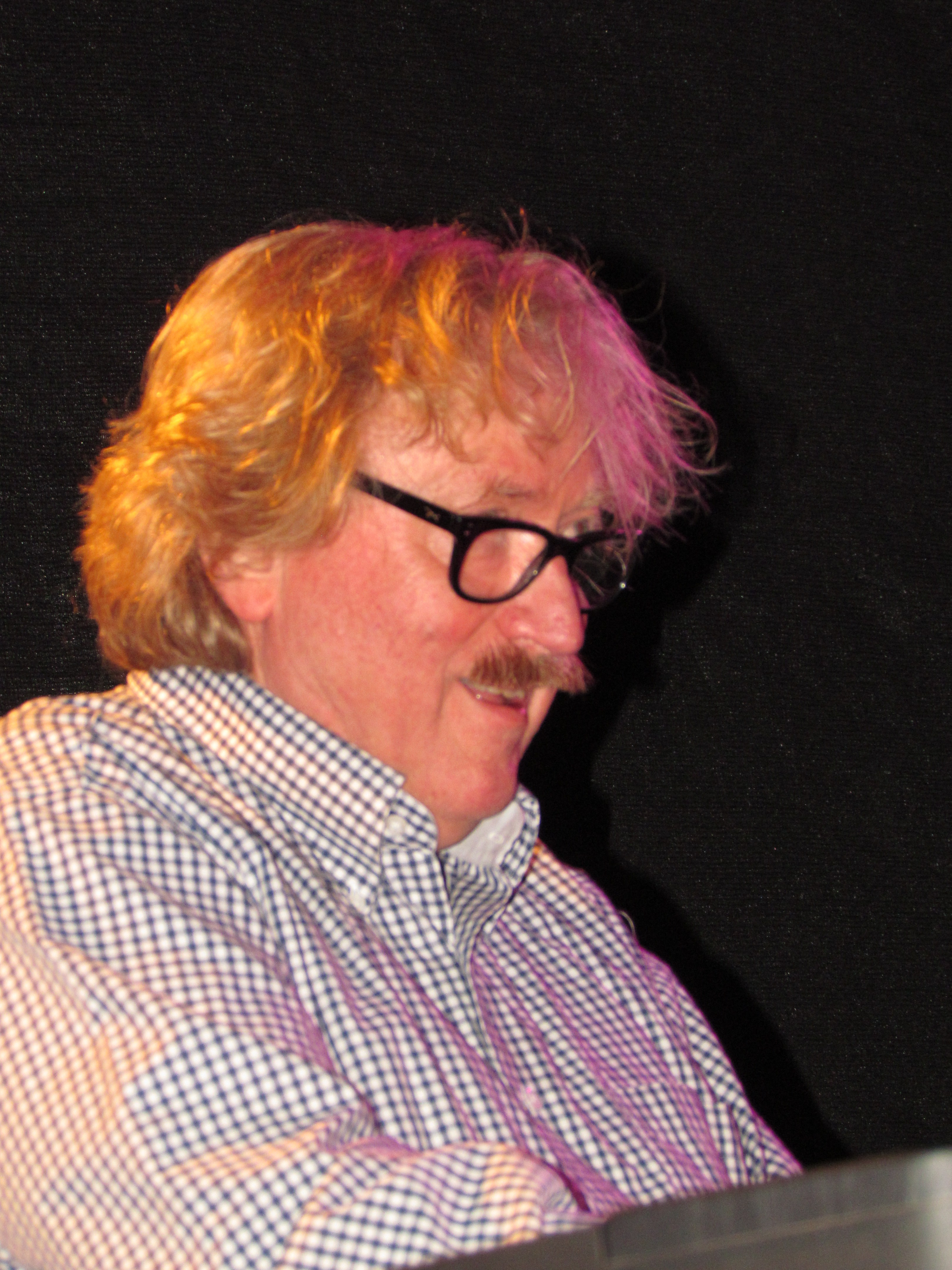
Jasper van’t Hof 2012; Mitglied der CJB 1980/81

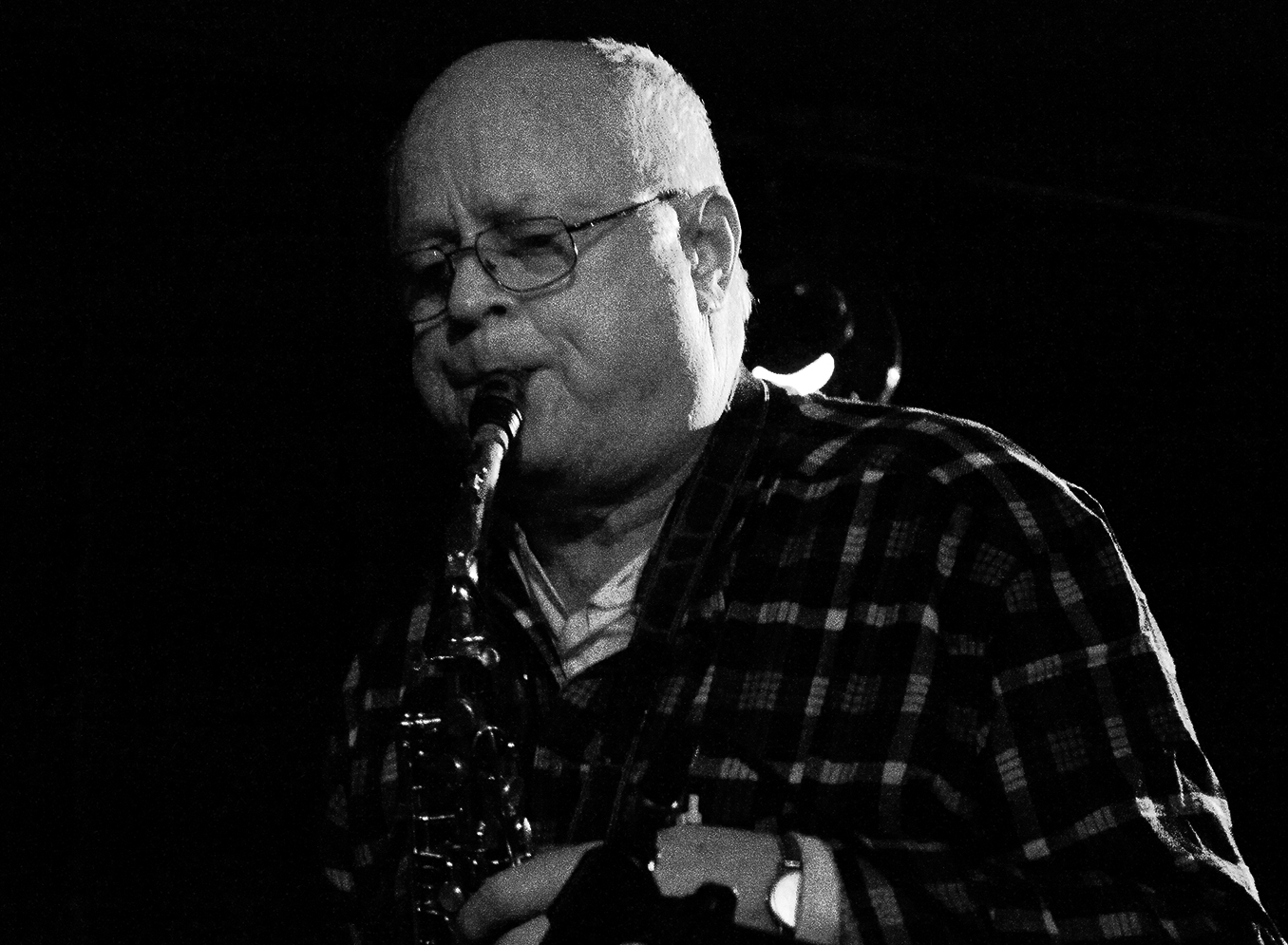
Ernst-Ludwig Petrowsky (2006), Mitglied der CJB 1980–1990

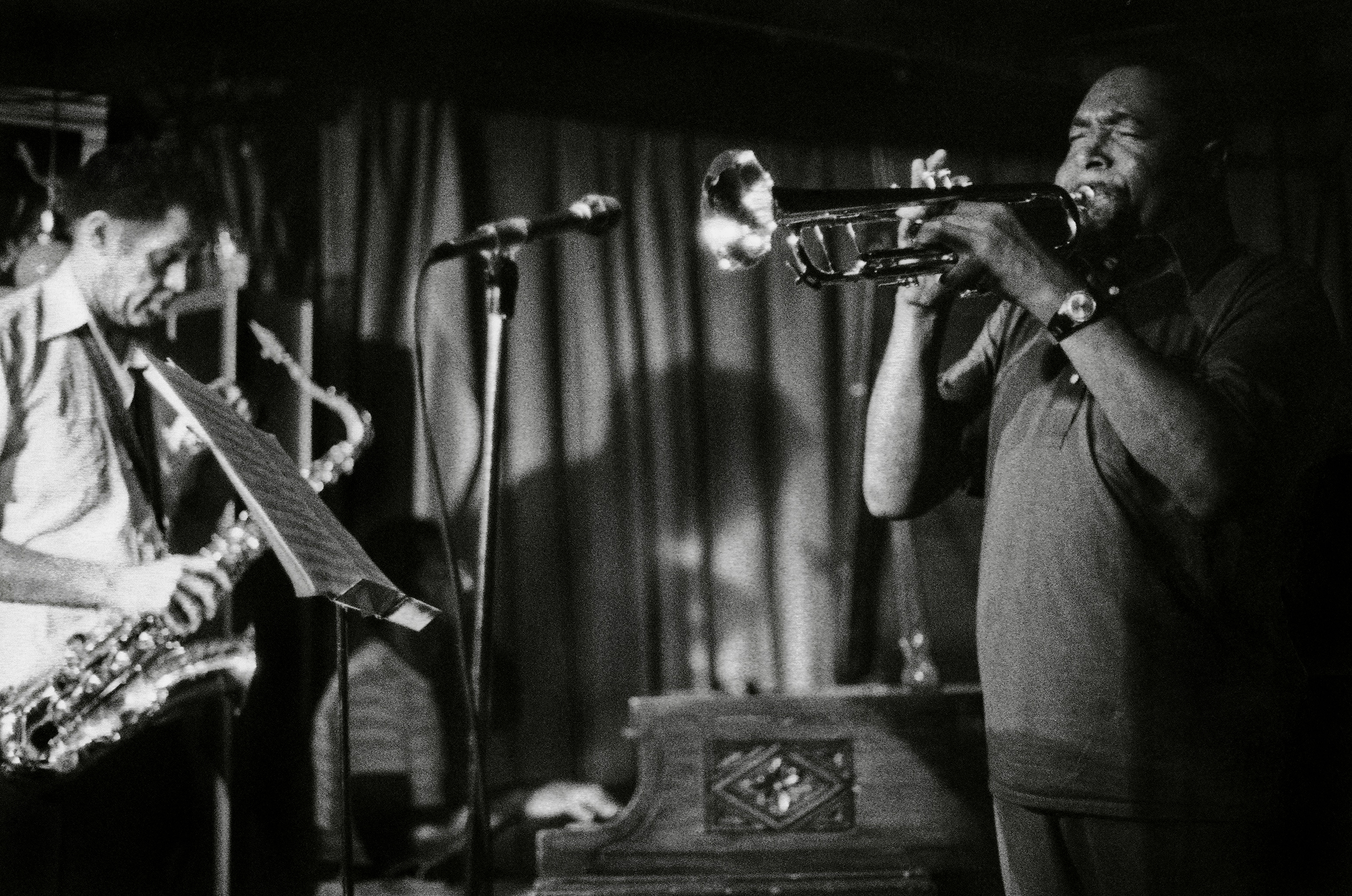
Dexter Gordon und Benny Bailey im Village Vanguard; beide Mitglied der CJB 1972

Neben den bisher genannten Musikern spielten in der CJB:
- Pheeroan AkLaff (1984)
- Tim Berne (1990, 1994)
- Seamus Blake (1995)
- Marcus Belgrave (1983/84)
- Allan Botschinsky (1978)
- Billy Branch (1992)
- Cecil Bridgewater (1991)
- Gerry Brown (1982)
- Joe Daley
- Stanton Davis (1989)
- John D’Earth (1991–1995)
- Mark Egan (1983/84, 2000)
- Marty Ehrlich (1994)
- Bill Evans (2000)
- Jon Faddis (1976, 1994)
- Earl Gardner (1978, 1995, 1998)
- Drew Gress (1994)
- Tim Hagans (1992)
- Eddie Harris (2000)
- Peter Herbolzheimer (1976)
- Jeff Hirshfield (1989)
- Jasper van’t Hof (1980/81)
- Ryan Kisor (1994)
- Renée Manning (2000)
- Earl McIntyre
- Matthieu Michel (1998, 2000)
- Bob Moses (1983/87)
- Michael Mossman (1989–1997)
- Paul Motian (1988)
- Burhan Öçal (1992)
- Herb Robertson (1990, 1994)
- Claudio Roditi (1997)
- Dom Um Romao (1976)
- Julian Priester (1983)
- Jim Pugh (1991)
- Larry Schneider (1987–1997)
- Christoph Schweizer (1996/98)
- Alan Skidmore (1976–1982)
- Erika Stucky (1994/96)
- Charles Sullivan (1980–82)
- Lew Tabackin (1978)
- Steve Turre (1994)
- Bennie Wallace (1978)
- Scott Wendholt (1998)
- Jens Winther
- Carl Weathersby (1992)